# Rīzeh (ort i Iran)
Rīzeh (persiska: ریزه) är en ort i Iran.   Den ligger i provinsen Nordkhorasan, i den nordöstra delen av landet, 600 km öster om huvudstaden Teheran. Rīzeh ligger 1 777 meter över havet och antalet invånare är 386.
Terrängen runt Rīzeh är lite bergig. Runt Rīzeh är det ganska glesbefolkat, med 38 invånare per kvadratkilometer. Närmaste större samhälle är Fārūj, 19,5 km nordost om Rīzeh. Omgivningarna runt Rīzeh är i huvudsak ett öppet busklandskap.